# 紐約紅牛
紐約紅牛（英語：New York Red Bulls）是美國職業足球大聯盟球隊，以前稱作紐約/新澤西都會之星，後來簡稱都會之星。位於新澤西州，現時的主場是紅牛競技場，過去曾使用巨人球場。2006年3月9日，球隊被飲料公司紅牛收購，並改名為紐約紅牛。

## 榮譽
美國
- 預備組冠軍
  - 2005年

- 美國公開盃
  - 2003年

國際
- La Manga杯
  - 2005年

## 歷年成績
| 年份   | 常規賽   | 季後賽   | 公開盃   | CONCACAF Champions' Cup | 北美超級聯賽 |
| ------ | -------- | -------- | -------- | ----------------------- | ------------ |
| 1996年 | 東岸第3  | 半準決賽 | 沒有參加 | 未合資格                | 2007年開始   |
| 1997年 | 東岸第5  | 無法晉身 | 準決賽   | 無法晉身                | 2007年開始   |
| 1998年 | 東岸第3  | 半準決賽 | 準決賽   | 無法晉身                | 2007年開始   |
| 1999年 | 東岸第6  | 無法晉身 | 16強     | 無法晉身                | 2007年開始   |
| 2000年 | 東岸第1  | 準決賽   | 準決賽   | 無法晉身                | 2007年開始   |
| 2001年 | 東岸第2  | 半準決賽 | 32強     | 沒有舉辦                | 2007年開始   |
| 2002年 | 東岸第4  | 無法晉身 | 半準決賽 | 無法晉身                | 2007年開始   |
| 2003年 | 東岸第3  | 半準決賽 | 亞軍     | 無法晉身                | 2007年開始   |
| 2004年 | 東岸第3  | 半準決賽 | 16強     | 無法晉身                | 2007年開始   |
| 2005年 | 東岸第4  | 半準決賽 | 16強     | 無法晉身                | 2007年開始   |
| 2006年 | 東岸第4  | 半準決賽 | 半準決賽 | 無法晉身                | 2007年開始   |
| 2007年 | 東岸第3  | 半準決賽 | 無法晉身 | 無法晉身                | 無法參與     |
| 2008年 | 東岸第5* | 決賽     | 16強     | 無法晉身                | 無法晉身     |
| 2009年 | 東岸第7  | 未晉級   | 未晉級   | 外圍賽出局              | 無法晉身     |
| 2010年 | 東岸第1  | 八強     | 16強     | 未晉級                  | 無法晉身     |

* - 以西岸身份參與季後賽。

## 外部連結
- Official website （页面存档备份，存于）